# Shaped canvas
Mit Shaped Canvas (deutsch: geformte Leinwand) wird eine in der modernen Malerei entstandene Tendenz zur Aufhebung des rechteckigen Tafelbildes bezeichnet, womit eine Kongruenz zwischen Bildinhalt und Bildform oder aber eine dialektische Beziehung zwischen Außen- und Innenform herbeigeführt werden soll.
Als typischer Vertreter dieser Kunstrichtung gilt der amerikanische Maler Frank Stella, der die Umrisse seiner Bilder den malerischen Motiven anpasste. In Deutschland haben, teilweise zeitlich noch vor Stella, Gerhard Hoehme, Rupprecht Geiger und Winfred Gaul das traditionelle Bildformat gesprengt.
Als ein früher Vorläufer kann das Rundbild (Tondo) gelten, das schon in der Renaissance und bei Caravaggio auftaucht.